# Velika lavra
Velika lavra (grško starogrško Μονή Μεγίστης Λαύρας, Moní Megístis Lávras)  je najstarejši samostan na Atosu. Stoji na jugovzhodnem pobočju gore na nadmorski višini 160 m. Ustanovil ga je Atanazij Atoški leta 963. Ustanovitev je označila začetek organiziranega meniškega življenja  na Atosu. Na mestu, kjer stoji samostan, je bilo eno od najstarejših naselij na polotoku, morda Akrotooi, iz katerega so sarkofagi v sedanjem amostanskem skladišču. Zgodovina samostana je v primerjavi z zgodovinami drugih atoških samostanov skoraj popolna, ker so se skoraj v celoti ohranili vsi samostanski arhivi. Povsem mogoče je, da bi preučevanje teh arhivov lahko pomembno prispevalo k poznavanju zgodovine drugih atoških samostanov, katerih arhivi so delno ali povsem izgubljeni.

## Ustanovitev
Ustanovitelj Velike lavre Atanazij Atoški je začel samostan graditi leta 963 na zahtevo  svojega prijatelja,  bizantinskega cesarja Nikiforja II. Fokasa, ki je financiral gradnjo. Nkifor je Atanaziju obljubil, da bo tudi sam kmalu postal menih, kar mu je preprečila nepričakovana smrt. Nadaljevanje gradnje so omogočile trajne donacije, ki jih je Ivan I. Cimisk  še podvojil. Bizantinski cesarji so samostanu donirali tudi veliko posesti, vključno z otokom sv. Evstrahija in samostanom sv. Andreja v Solunu. Donacije so ommogočile, da se je število menihov povečalo z 80 na 120.

## Kasnejša zgodovina
Biografija Atanazija Atoškega iz 11. stoletja  omenja, da se je gradnja začela z gradnjo obrambnega zidu in nadaljevala z gradnjo cerkve in meniških celic. Po Atanazijevi smrti je samostan deloval brez prekinitve. K njegovemu razvoju so veliko prispevali bizantinski cesarji in število menihov se je v 11. stoletju povečalo na 700. K samostanu je bilo priključenih več manjših samostanov. 
V 14. stoletju so samostan, tako kot druge na Atosu, opustošili Španci iz Aragonije in pirati. Kot posledica krize se je kljub ugovorom uradne Cerkve in cesarjev  izoblikoval poseben (idioritmičen) način  monaškega življenja. Leta 1574 je s pomočjo aleksandrijskega patriarha Silvestra samostan ponovno zaživel in deloval skladno s kenobitskim monaštvom, vendar se je kmalu spet vrnil v prejšnje stanje. Leta 1655 je patriarh Dionizij III., ki je tudi sam vstopil v samostan, poskušal ponovno vzpostaviti kenobitski red, vendar mu to ni uspelo. Idioritmično monaštvo se je obdržalo do začetka 20. stoletja (1914), ko so, ponovno neuspešno, poskusili vzpostaviti kenobitski sistem. Takšno stanje je trajalo do leta 1980, ko je samostan ponovno postal kenobitski.

## Zgradbe
Temelje za glavno cerkev (katolikon) je postavil Atanazij, ki je s še šestimi delavci umrl, ko se je med gradnjo zrušila ena od cerkvenih kupol. Za arhitekturo cerkve sta značilna dva velika prostora – kor in molilnica. Slog so kasneje kopirali tudi drugi samostani. Freske je leta 1535 naslikal slavni slikar Teofanis. Narteks je bil poslikan šele leta  1854.
Severno od narteksa je kapela, posvečena Štiridesetim mučencem iz Sebaste, v kateri je Atanazijev grob. Južno od narteksa je kapela sv. Nikolaja, ki jo je poslikal  Franco Cantellano leta  1560. Jedilnica  (trapeza) nasproti glavnega vhoda ima obliko križa in je največja na Atosu. V njej je veliko fresk, delo slikarja Teofanisa ali nekoga iz njegove šole.

## Umetnine
Samostanska knjižnica je za glavno cerkvijo. V njej je 2.116 grških rokopisov in 165 kodeksov. Med njimi so uncialni zapisi Nove zaveze (Codex Coislinianus, Codex Athous Lavrensis, Unciala 049, Unciala 0167) in minuskule 1073, 1505, 2524 in 1519. V knjižnici je tudi več kot 20.000 tiskanih knjig in okoli 100 rokopisov v drugih jezikih. Zbirka grških rokopisov je ena od največjih na svetu.
Zakristija je za glavno cerkvijo. Med najpomembnejše starine spadajo rokopis evangelija z zlatimi platnicami, darilo Nikiforja II. Fokasa, in seznam (Kuvaras) menihov od Atanazija. V samostanu je 2.500 ikon, ki pokrivajo celotno zgodovino hagiografije drugega tisočletja.

## Galerija
- Pot k samostanu
- Cipresa sv. Atanazija pred vhodom v glavno cekev, ki naj bi bila stara več kot 1000 let
- Glavni vhod
- Freska sv. Nikolaja  (1560)
- Glavna samostanska cerkev

## Sklica
1. ↑  Mount Athos. Arhivirano 7. marca 2016 na Wayback Machine.
2. ↑  Idiorrhythmic monasticism.  Encyclopædia Britannica. Encyclopædia Britannica Inc. Pridobljeno 23. julija 2013.